# 영한
영한(永漢)은 중국 후한(後漢) 헌제(獻帝)의 연호이다. 189년 9월에서 12월까지 4개월 동안 사용하였다. 9월 갑술(甲戌)에 헌제가 즉위하면서 즉시 개원하였다. 12월에 헌제(獻帝)가 칙명으로 광희(光熹)·소녕(昭寧)·영한의 세 연호를 삭제하고 중평(中平)으로 복귀하도록 하여 사라진 연호가 되었다.

## 개원
소녕(昭寧) 원년 9월 1일(189년 9월 28일)에 연호를 영한(永漢)으로 개원함.

## 연대대조표
| 영한                | 원년       |
| 서력                | 189년      |
| 육십간지 (六十干支) | 기사(己巳) |

## 같이 보기
- 중국의 연호